# Juan de Flandes

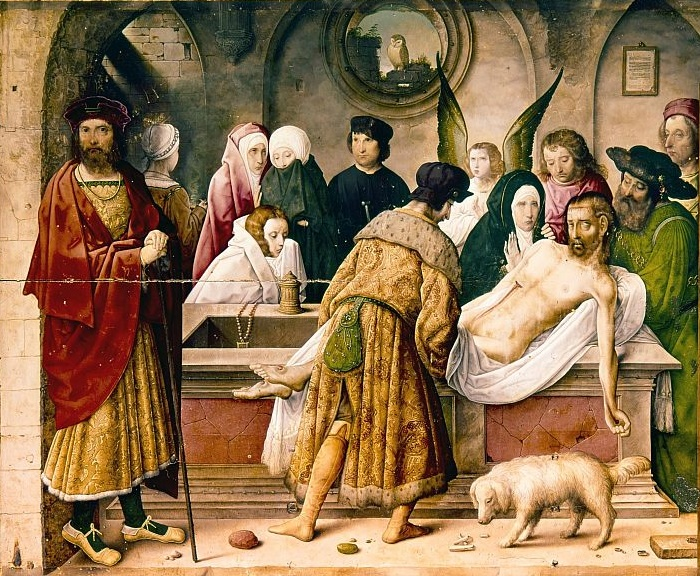
Juan de Flandes, Entierro de Cristo, h. 1510-1518. Óleo sobre tabla, 115 x 151,5 cm, Palencia, catedral de San Antolín, retablo mayor. En el centro y al fondo, un personaje vestido de negro con lo que pudiera ser un compás en la mano, se ha interpretado como autorretrato del pintor.

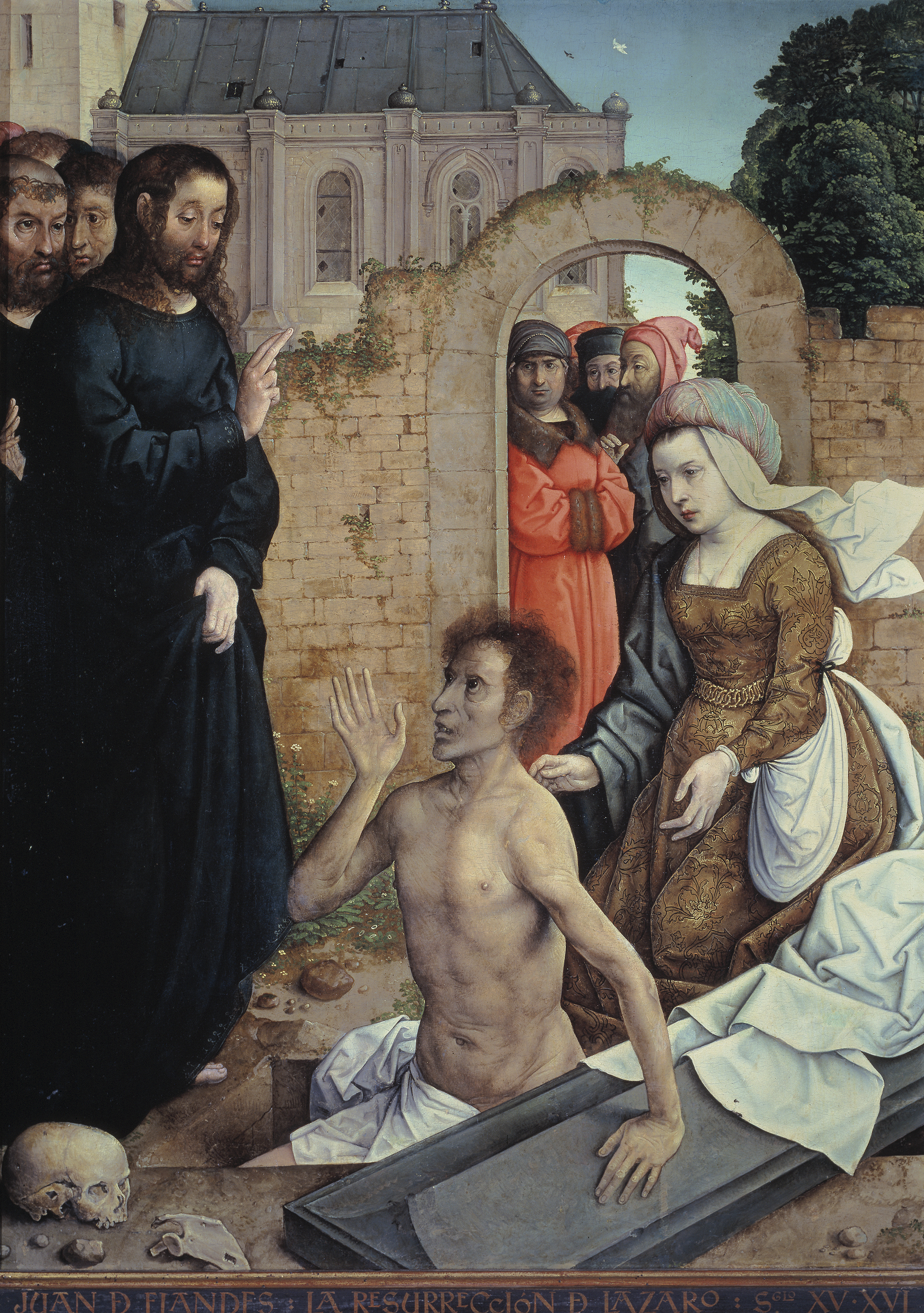
La resurrección de Lázaro (Museo del Prado, Madrid).

Juan de Flandes (c. 1465–Palencia, Corona de Castilla, 1519) fue un pintor de origen flamenco, considerado como uno de los más importantes representantes del Renacimiento en España.

## Vida y obra
Muchos aspectos de su vida y carrera son ahora desconocidos; ni tan siquiera se sabe dónde nació. Su existencia sólo está documentada a partir del momento en que llegó a Castilla, en 1496, para asumir las funciones de pintor de la Corte al servicio de la reina Isabel la Católica hasta la muerte de esta en 1504.
Probablemente fue seguidor de la escuela pictórica de Brujas, y por lo tanto indirectamente de Jan van Eyck. Juan de Flandes realizó durante su periodo español numerosas obras en las que aúna la perfección técnica y el dominio de la composición con una extraordinaria sensibilidad hacia la luz y el paisaje castellanos.
Durante la primera fase de su estancia en Castilla (1496–1504) realizó algunos retratos, entre ellos uno de la reina (Palacio Real de El Pardo; ahora expuesto en la Galería de las Colecciones Reales de Madrid). Otro retrato, identificado con dudas como de su hija la infanta Catalina de Aragón, se exhibe en el Museo Thyssen-Bornemisza; esta pinacoteca cuenta además con una Piedad del mismo autor, basada en otra de Hugo van der Goes.
La obra magna del artista para la reina fue el llamado Políptico de Isabel la Católica (pintado en colaboración con Michel Sittow). Del políptico subsisten unas 40 tablas de pequeño tamaño, la mayoría de ellas conservadas en la Galería de las Colecciones Reales en Madrid, donde se exhiben agrupadas si bien desmontadas del pequeño retablo no original que las contuvo por mucho tiempo. Alberto Durero las vio en Malinas hacia 1521 y las comentó elogiosamente. Otras tablas del mismo conjunto se conservan en la National Gallery de Londres, Apsley House, Museo de Historia del Arte de Viena, Galería Nacional de Arte de Washington, Museo Metropolitano de Arte de Nueva York y el Museo Pushkin de Moscú.
Durante el periodo posterior a la muerte de la reina (1504–1519) trabajó en grandes retablos, entre los que destacan el de la capilla de la Universidad de Salamanca y el de la Catedral Vieja de la misma ciudad, así como, en la ciudad de Palencia, los de la iglesia de San Lázaro y la Catedral. El retablo mayor de la catedral de Palencia puede considerarse su obra más monumental y ambiciosa, y fue también la última, ya que falleció en esta ciudad dejando el encargo inconcluso.
Además de las citadas, entre sus obras destacan El bautismo de Cristo (colección privada de Juan Abelló) y la gran Crucifixión, uno del los paneles centrales del retablo de la Catedral de Palencia, conservado hoy en el Museo del Prado, que también posee varias tablas de la iglesia de san Lázaro. Otra de sus obras destacadas es La adoración de los Magos, en la iglesia de la localidad palentina de Cervera de Pisuerga.

## Galería de imágenes

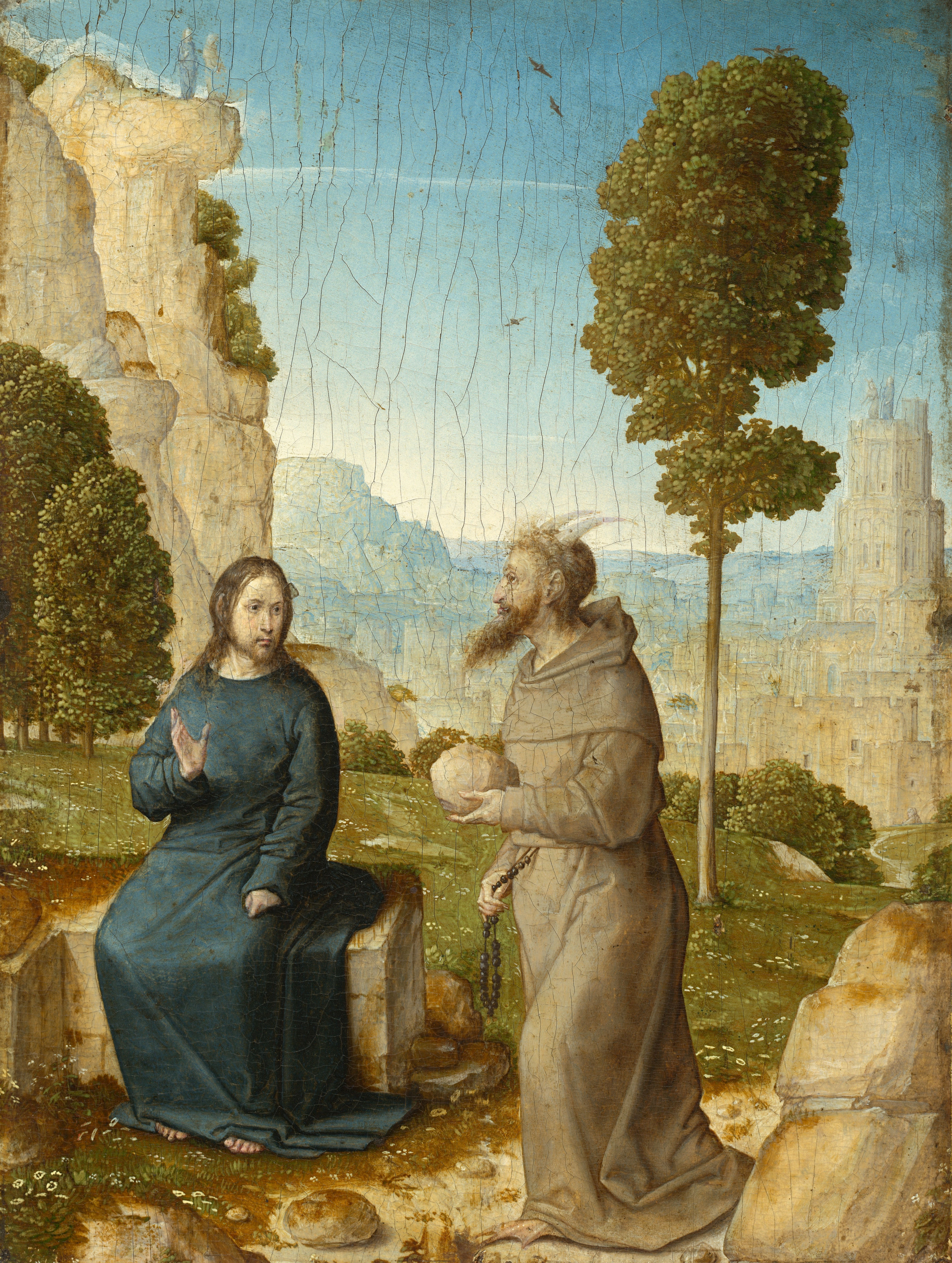
La tentación de Cristo en el desierto, tabla del políptico de Isabel la Católica. National Gallery of Art, Washington D.C.
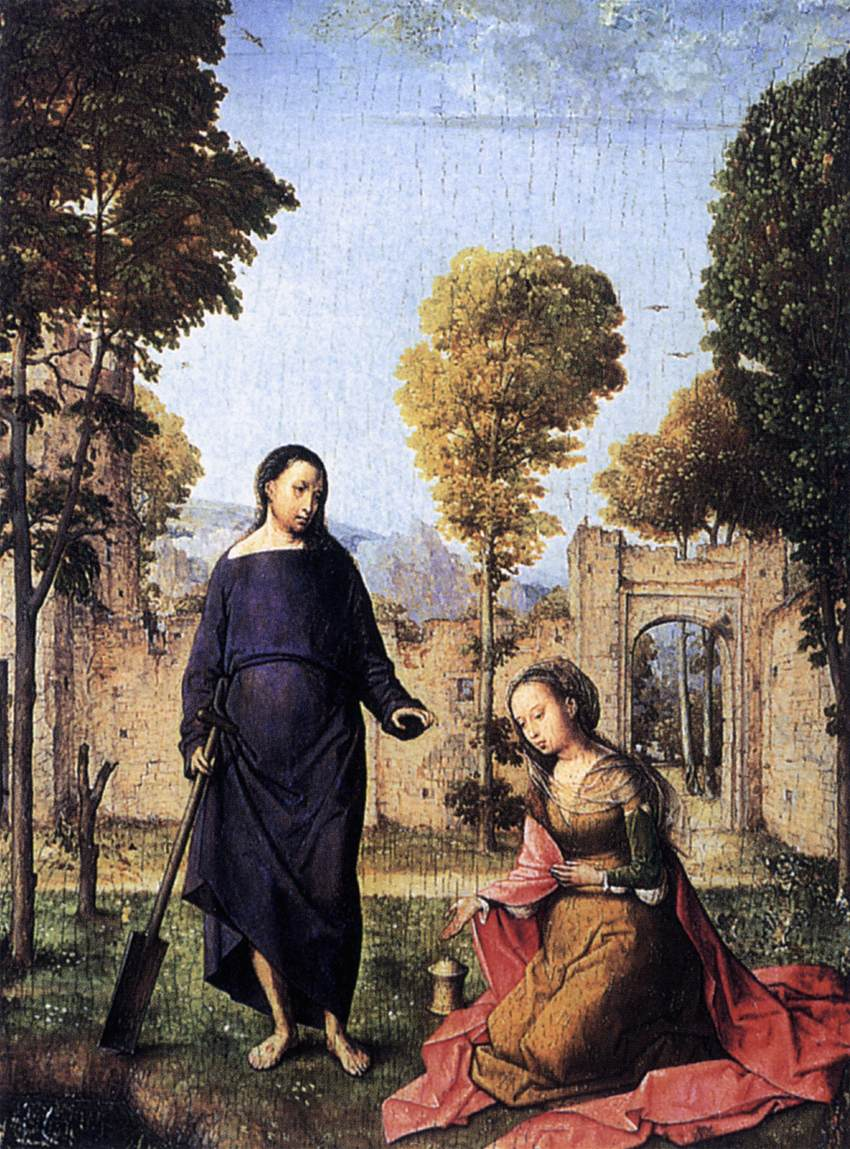
Noli me tangere, del mismo políptico. Galería de las Colecciones Reales, Madrid.
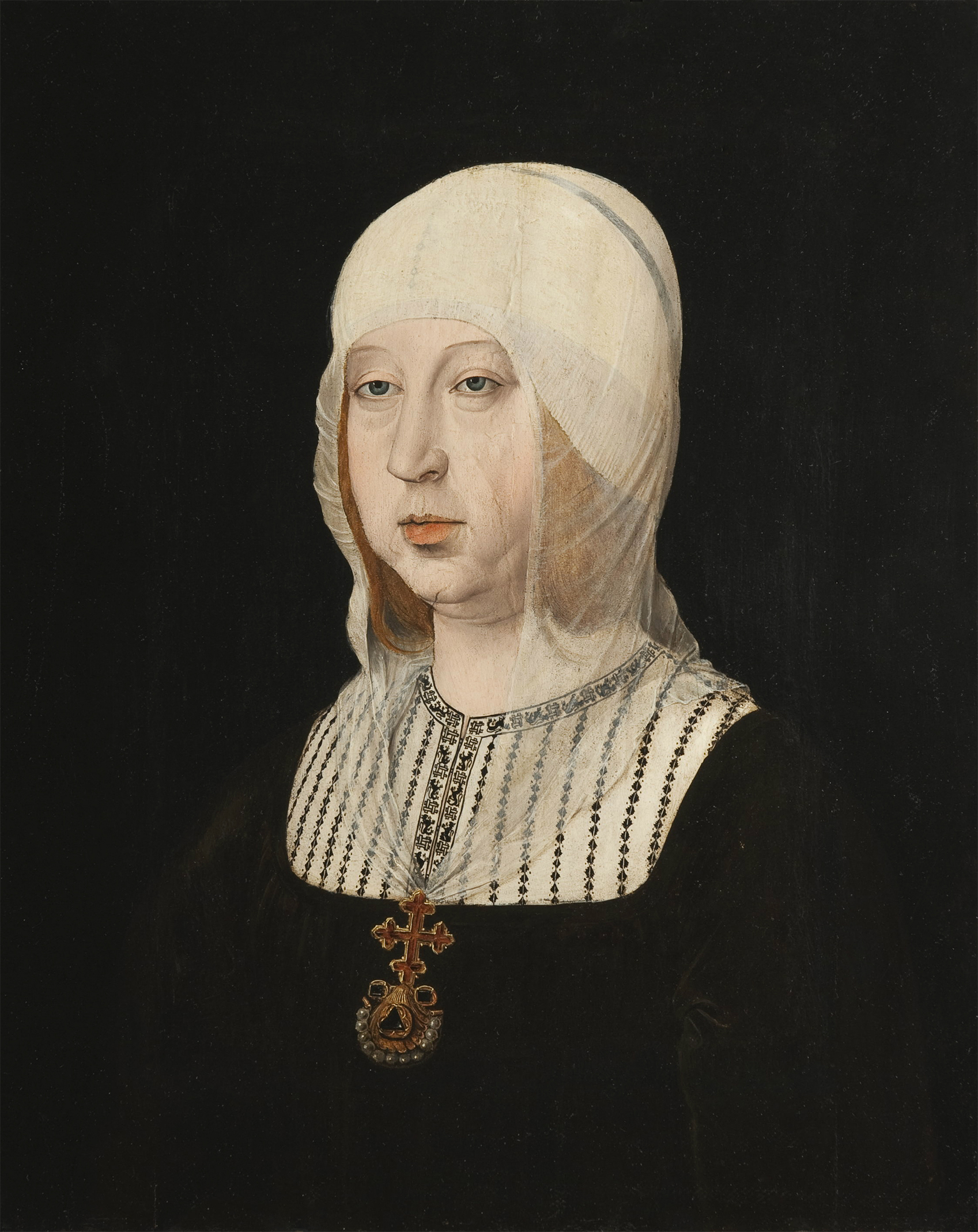
Retrato de Isabel la Católica. Galería de las Colecciones Reales, Madrid.
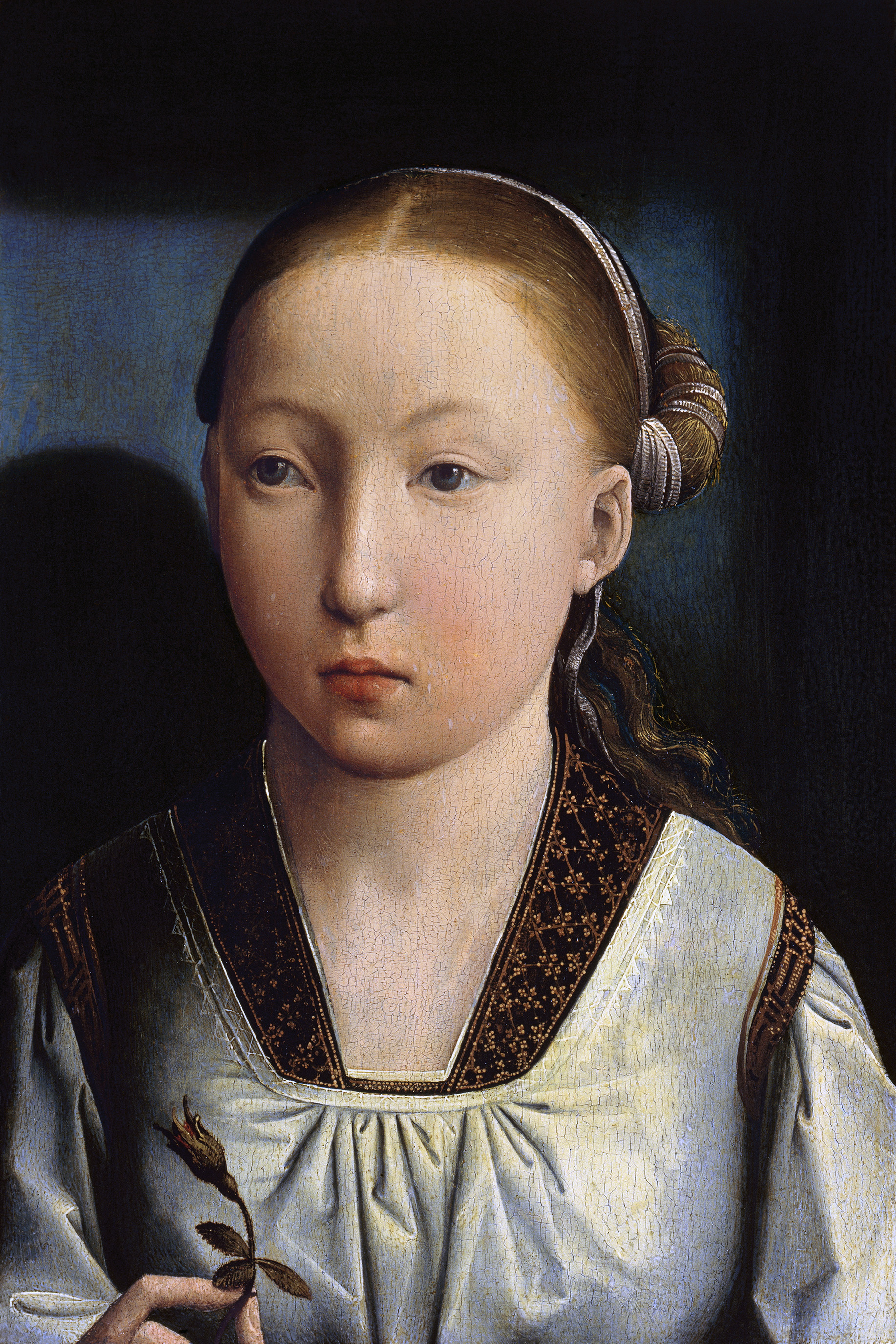
Retrato de una infanta, posiblemente Catalina de Aragón. Museo Thyssen-Bornemisza, Madrid.
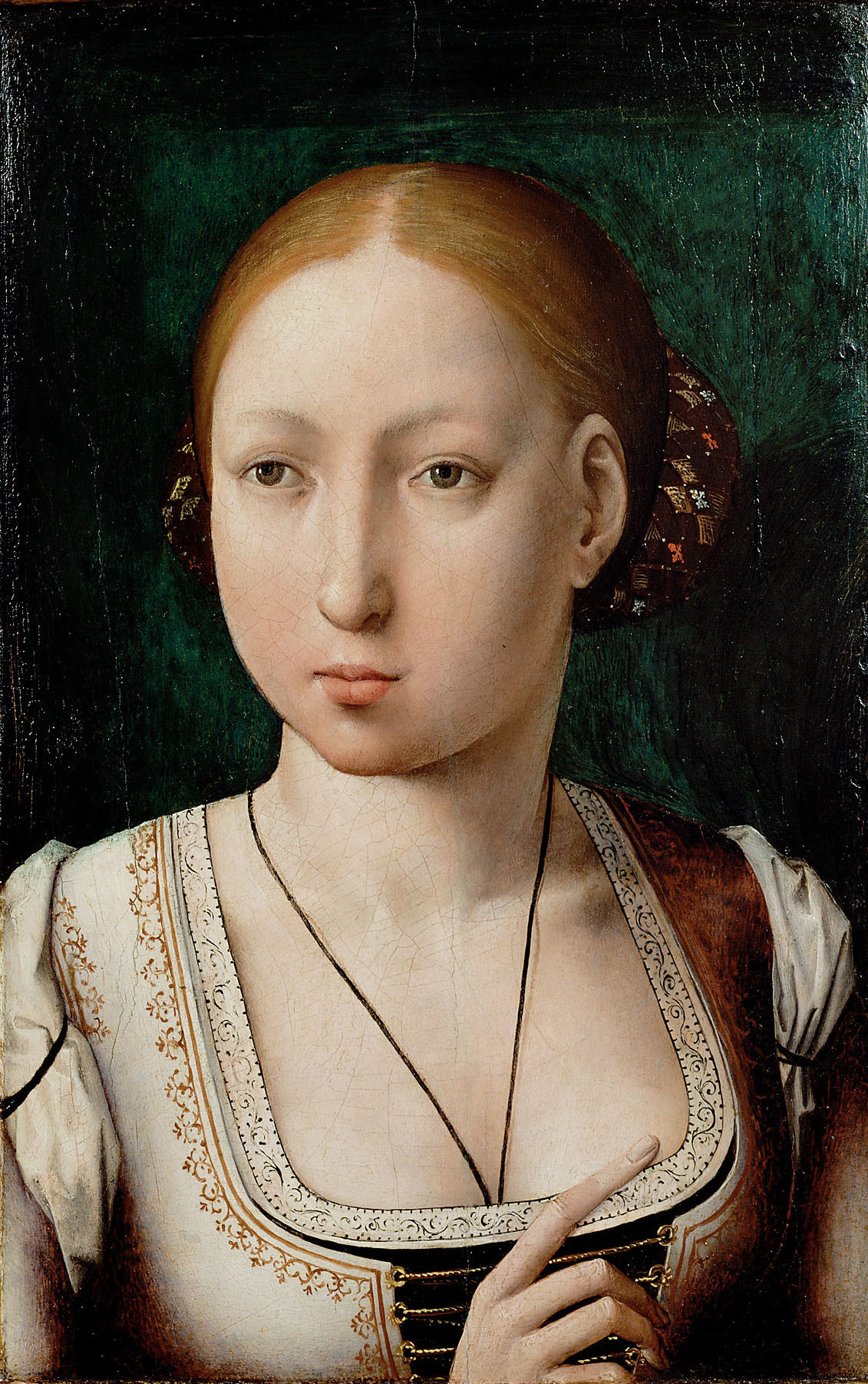
Retrato de Juana I de Castilla, Kunsthistorisches Museum, Viena.
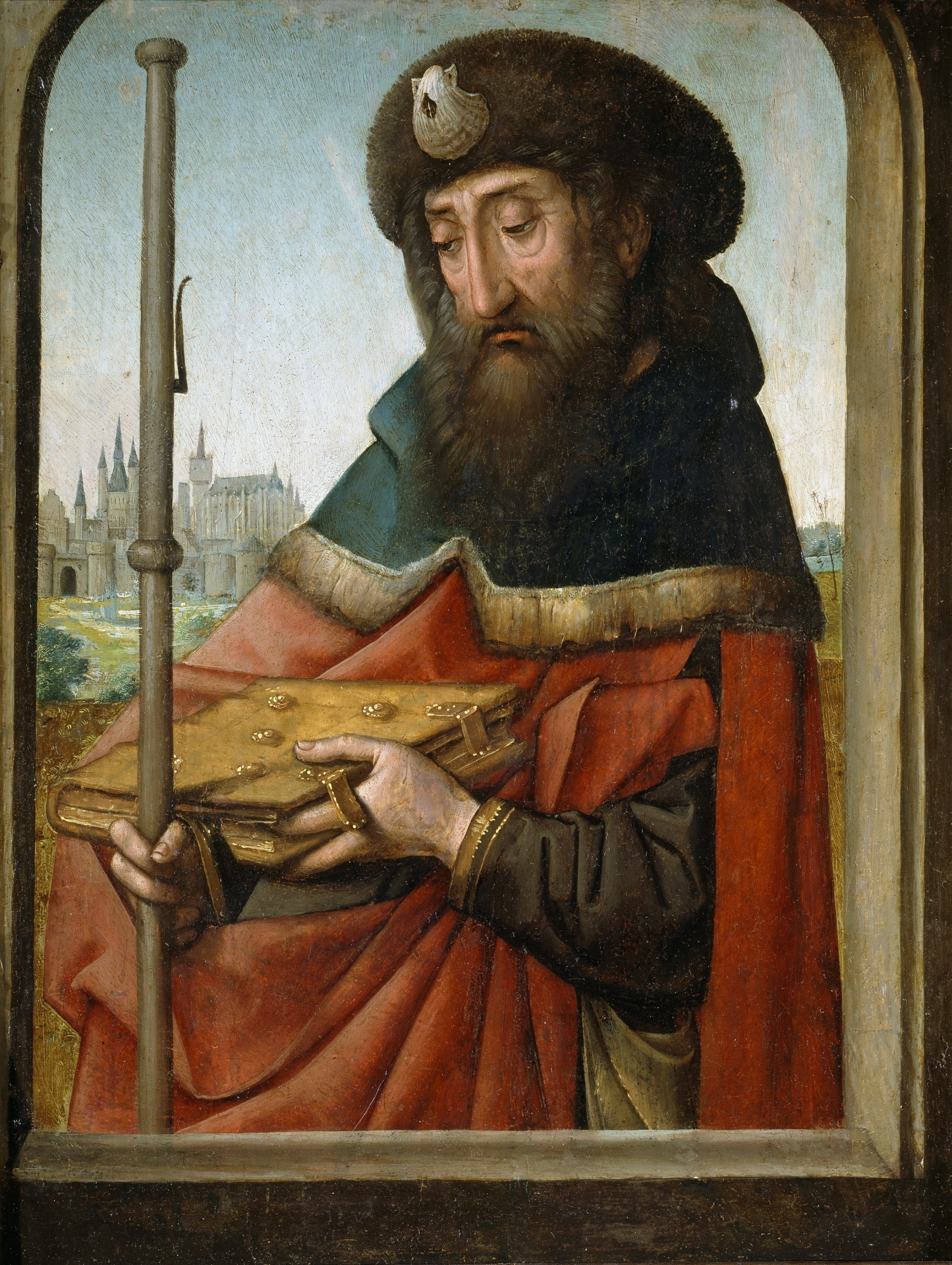
Santiago Peregrino, Museo del Prado, Madrid.
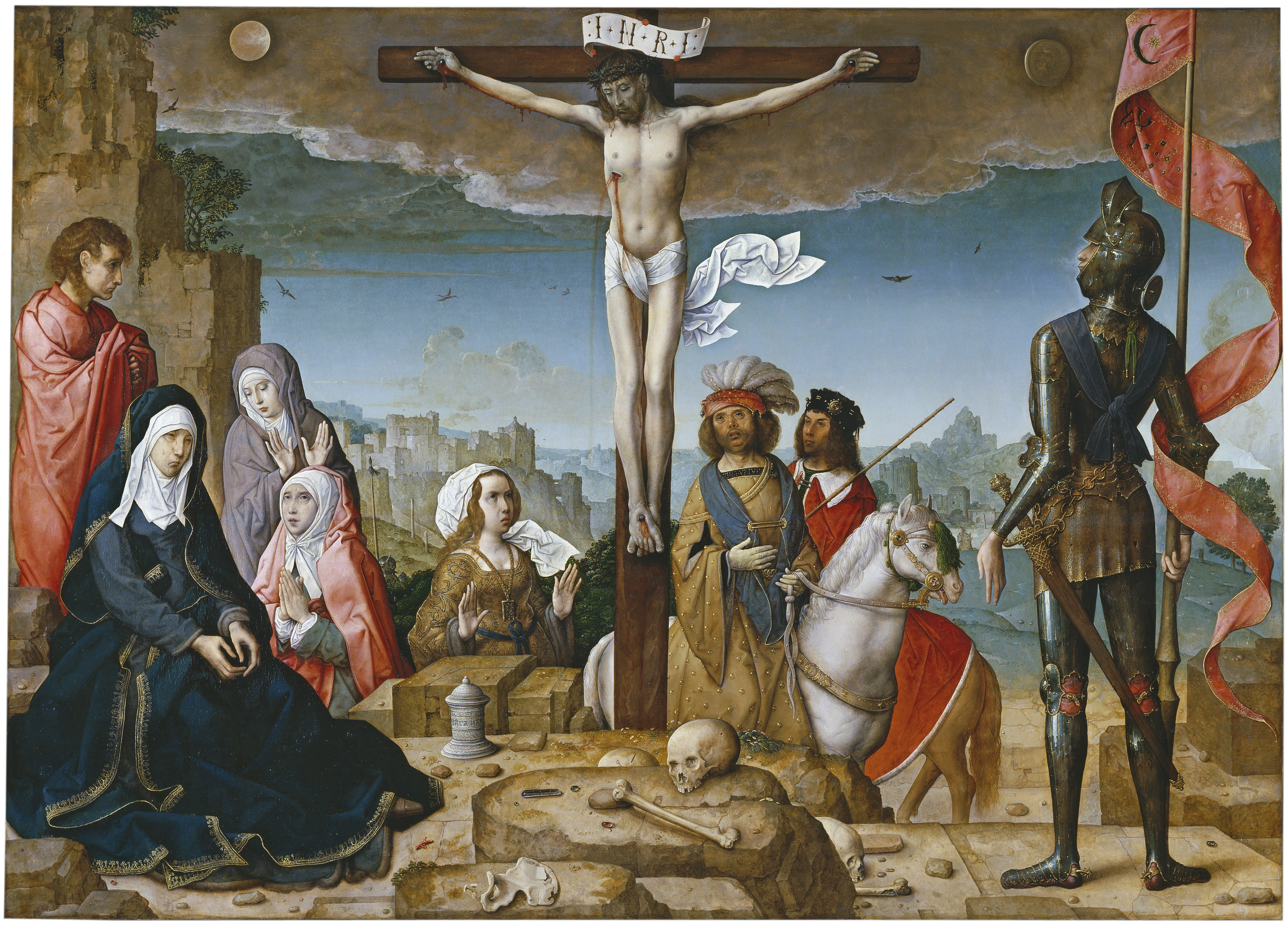
La Crucifixión. Panel central del retablo mayor de la catedral de Palencia, hoy en el Museo del Prado, Madrid.
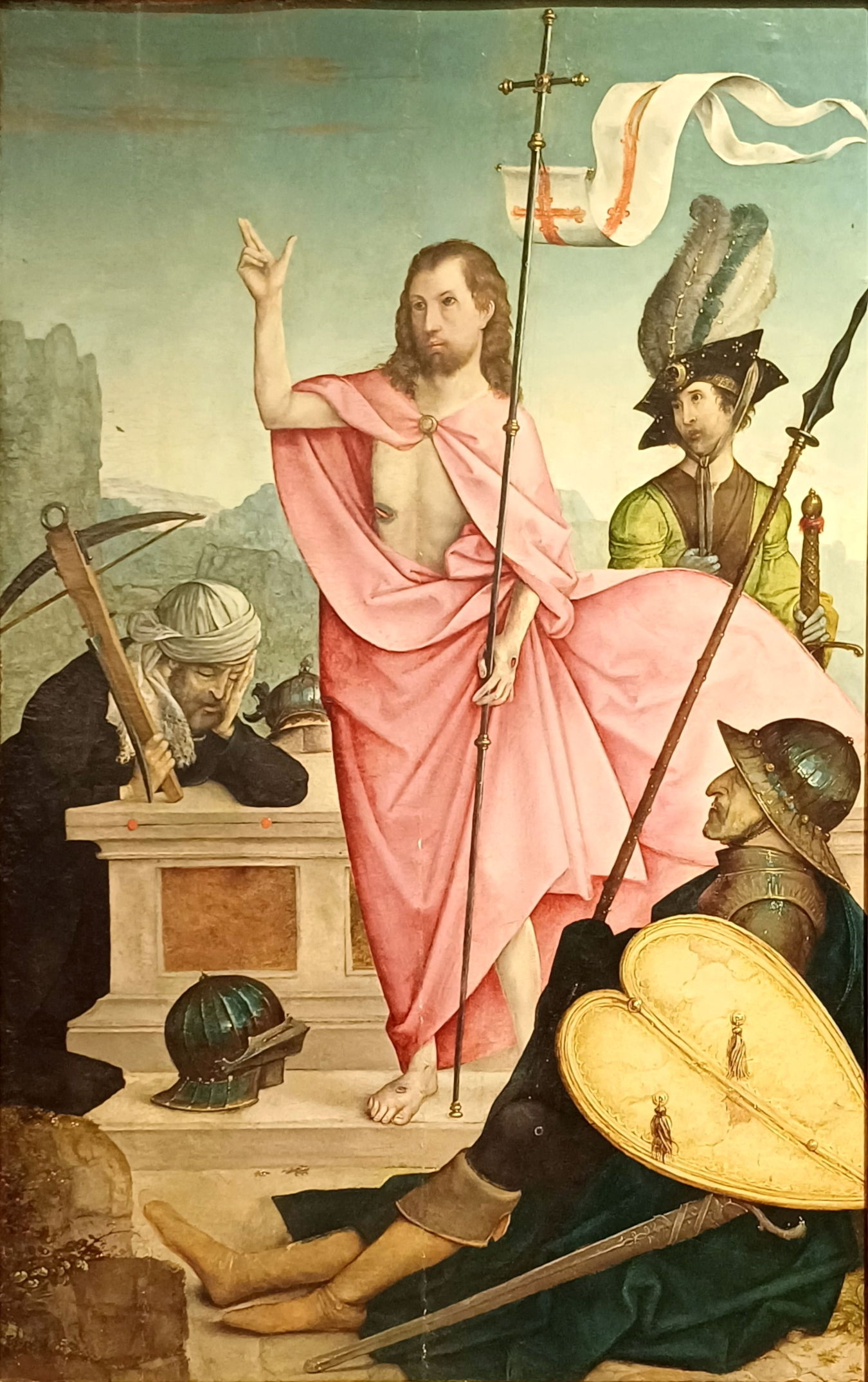
La resurrección de Cristo. Museo Soumaya, Ciudad de México.